# 宝勝寺 (鴻巣市)
寶勝寺（ほうしょうじ）は、埼玉県鴻巣市にある曹洞宗の寺院。

## 歴史
1625年（寛永2年）、玄越によって開山された。1632年（寛永9年）に真言宗豊山派の金乗寺が当寺の東隣に移転した。
寺院明細帳によると、1838年（天保9年）に本堂と庫裏を再建したと記されている。現在の本堂は、この天保期に建てられたものである。

## 交通アクセス
- 北鴻巣駅より徒歩22分。